# Salvador Sánchez (boxeador)
Salvador Sánchez Narváez (Santiago Tianguistenco,  Estado de México, 26 de enero de 1959-Juriquilla, Santiago de Querétaro, Querétaro, 12 de agosto de 1982) fue un boxeador mexicano en la división peso pluma del Consejo Mundial de Boxeo. Muchos de sus contemporáneos así como periodistas, y expertos de boxeo consideran que es el mejor boxeador mexicano de todos los tiempos, y de no haber fallecido prematuramente, podría haber sido uno de los más grandes boxeadores de todos los tiempos. Sánchez murió el 12 de agosto de 1982 en un accidente automovilístico en la carretera federal 57 en el tramo Querétaro-San Luis Potosí (actual Paseo de la República) al altura de Juriquilla, en Querétaro mientras manejaba su Porsche 928 blanco.
Considerado como uno de los mejores boxeadores de su país, en 1996, fue ubicado como el 26 mejor de la historia y su pelea ante Wilfredo Gómez se considera la victoria más grande de México sobre Puerto Rico. Desde el año 1991, es miembro del Salón Internacional de la Fama del Boxeo. Aunque boxeadores expertos como Mike Tyson, Roy Jones Jr, Willie Pep, Sugar Ray Leonard lo consideran el mejor boxeador de la historia o uno de los 5 mejores de todos los tiempos.

## Primeros años
Hijo de María Luisa Narvaez Arcos y Felipe Sanchez Guerrero+ originarios de Santiago Tianguistenco. Salvador se inclinó en un principio por la lucha libre, pero fue descubierto por Agustín Palacios Rivera, quien le inculcó la disciplina del boxeo y le enseñó las bases de este deporte. 

## Carrera profesional

### López vs Sánchez
Salvador Sánchez ganó el cetro pluma del CMB al noquear en 13 asaltos a Danny «Coloradito» López el 2 de febrero de 1980, lo cual constituyó una gran sorpresa, por la forma en que lo trabajó, y conforme avanzaba la pelea, era evidente el deterioro físico por los puños de Salvador Sánchez, sobre todo dado que el «Coloradito» López había sido un campeón estable. Salvador Sánchez defendió el campeonato mundial en 10 ocasiones, entre ellas la revancha a «el Coloradito» López, al cual volvió a derrotar por KOT en el asalto 14.

### Sánchez vs Gómez
El 21 de agosto de 1981, Wilfredo Gómez, tres veces campeón mundial, verdugo de muchos boxeadores mexicanos y campeón supergallo del CMB, subió de peso para retar al campeón mundial de peso pluma del CMB, Salvador Sánchez. En lo que muchos consideran la victoria más grande de un mexicano sobre un puertorriqueño en la historia del boxeo en ese tiempo, Sánchez derrota a Gómez por nocaut técnico en el octavo asalto, siendo detenida la pelea, sorprendiendo inclusive a los apostadores de Las Vegas, Nevada, Estados Unidos, ciudad sede del combate, quienes daban a Gómez como amplio favorito. Salvador Sánchez, mandó a la lona en el primer asalto a Wilfredo Gómez quien se levantó y siguió combatiendo hasta el octavo asalto, cuando la pelea fue detenida por el árbitro Carlos Padilla y el rostro de Gómez estaba tumefacto y deforme, con hemorragia nasal y por la boca, con sus ojos prácticamente cerrados y con marcha tambaleante. Sus compatriotas que habían ido a la pelea y los que la vieron por televisión, atónitos y estupefactos no creían la paliza que había recibido Gómez.

### Sánchez vs Nelson
Su última pelea fue ante el desconocido boxeador ghanés Azumah Nelson en el Madison Square Garden en Nueva York, Estados Unidos, al que derrotó por nocaut técnico en el asalto número 15 en una pelea muy disputada y quien años después vencería también por KOT a Wilfredo Gómez. Esta victoria contra Nelson no tuvo tanta repercusión en su momento en México porque el boxeador africano era un total desconocido para el público azteca, pero conforme pasó el tiempo y el boxeador ghanés demostró con creces su gran calidad, contundencia y capacidad técnica, la prensa mexicana de manera póstuma reconoció lo importante que fue aquel histórico combate entre Sánchez y Nelson.
Sal Sánchez derrotó a tres boxeadores futuros salón de la fama en cuatro ocasiones, todos por K.O.

## Defensas del título mundial
Salvador Sánchez defendió su título así:
- Rubén Castillo - UD 15
- Danny «Coloradito» López - KO 14
- Patrick Ford - MD 15
- Juan Laporte - UD 15
- Roberto Castañón - TKO 10
- Wilfredo Gómez - TKO 8
- Pat Cowdell - SD 15
- Jorge García - UD 15
- Azumah Nelson - TKO 15

Entre los combates contra Castañón y Gómez, se enfrentó en pelea sin título en juego al estadounidense de origen mexicano Nicky Pérez, a quien derrotó por decisión unánime en diez asaltos.

## Muerte
En la madrugada del 12 de agosto de 1982, a las 2:00 a. m., a unos 12 km de Querétaro en la Carretera federal 57 (actual Paseo de la República) en dirección de San Luis Potosí, a la altura de la localidad de Juriquilla y actual intercepción del Anillo Vial Fray Junípero Serra, en su Porsche 928 blanco que conducía se estrelló de frente contra una camioneta Ford y un tractocamión cargado con dos tractores agrícolas al intentar rebasar a otro camión, lo que le ocasionó la muerte instantáneamente.
Dias después fue transmitido su funeral y entierro de Sánchez en Santiago Tianguistenco a todo México por Televisa e Imevisión. Su contrincante Wilfredo Gómez acudió a la Ciudad de México a entregarle un arreglo floral en su sepultura.
Al momento de su muerte se planeaba una super-pelea entre Salvador Sánchez y el nicaragüense Alexis Argüello y las revanchas contra Juan Laporte y Wilfredo Gómez, así como la pelea por el título mundial contra el retador número uno del mundo, el colombiano Mario Miranda.

## Legado
El Festival Salvador Sánchez se realiza anualmente desde 1983, para la fecha del aniversario de la muerte del campeón. Wilfredo Gómez ha sido invitado especial de todos los festivales celebrados y ha sido nombrado gran mariscal por la familia de Sánchez en tres ocasiones, honor que el boxeador de Puerto Rico ha aceptado.
En 1999 The Associated Press nombró a Salvador Sánchez el tercer mejor peso pluma del siglo XX.

## Récord profesional
| Récord | Rival                  | Lugar                             | Tipo   |
| ------ | ---------------------- | --------------------------------- | ------ |
| 44-1-1 | Azumah Nelson          | New York, NY US                   | TKO 15 |
| 43-1-1 | Jorge García           | Dallas, Texas, US                 | UD 15  |
| 42-1-1 | Pat Cowdell            | Houston, Texas, US                | SD 15  |
| 41-1-1 | Wilfredo Gómez         | Las Vegas, Nevada, US             | TKO 8  |
| 40-1-1 | Nicky Pérez            | Los Ángeles, California, US       | PTS 10 |
| 39-1-1 | Roberto Castanon       | Las Vegas, Nevada, US             | TKO 10 |
| 38-1-1 | Juan La Porte          | El Paso, Texas, US                | UD 15  |
| 37-1-1 | Patrick Ford           | San Antonio, Texas, US            | MD 15  |
| 36-1-1 | Danny López            | Las Vegas, Nevada, US             | TKO 14 |
| 35-1-1 | Rubén Castillo         | Tucson, Arizona, US               | UD 15  |
| 34-1-1 | Danny López            | Phoenix, Arizona, US              | TKO 13 |
| 33-1-1 | Rafael Gandarilla      | Guadalajara, Jalisco, México      | TKO 5  |
| 32-1-1 | Richard Rozelle        | Los Ángeles, California, US       | TKO 5  |
| 31-1-1 | Félix Trinidad Sr      | Houston, Texas, US                | TKO 5  |
| 30-1-1 | Rosalío Muro           | San Luis Potosí, México           | KO 3   |
| 29-1-1 | Fel Clemente           | San Antonio, Texas, US            | UD 12  |
| 28-1-1 | Salvador Torres        | Ciudad de México, MX              | TKO 7  |
| 27-1-1 | James Martínez         | San Antonio, Texas, US            | UD 10  |
| 26-1-1 | Carlos Mimila          | Ciudad de México, MX              | TKO 3  |
| 25-1-1 | José Santana           | Ciudad de México, MX              | TKO 2  |
| 24-1-1 | Edwin Alarcon          | San Antonio, Texas, US            | TKO 9  |
| 23-1-1 | Francisco Ponce        | Houston, Texas, US                | KO 2   |
| 22-1-1 | Héctor Cortez          | Mazatlán, Sinaloa, México         | TKO 7  |
| 21-1-1 | José Sánchez           | Ciudad de México, MX              | PTS 10 |
| 20-1-1 | Juan Escobar           | Los Ángeles, California, US       | PTS 10 |
| 20-1-0 | Eliseo Cosme           | Ciudad de México, MX              | PTS 10 |
| 19-1-0 | José Luis Soto         | Los Mochis, Sinaloa, México       | PTS 10 |
| 18-1-0 | Antonio Becerra        | Mazatlán, Sinaloa, México         | SD 12  |
| 18-0-0 | Rosalío Badillo        | Ciudad de México, MX              | TKO 5  |
| 17-0-0 | Daniel Felizardo       | Ciudad de México, MX              | KO 5   |
| 16-0-0 | Raúl López             | Mexicali, Baja California, México | TKO 10 |
| 15-0-0 | Antonio León           | Ciudad de México, MX              | TKO 10 |
| 14-0-0 | Saúl Montana           | Nuevo Laredo, Tamaulipas, México  | TKO 9  |
| 13-0-0 | Joel Valdez            | Ciudad de México, MX              | TKO 9  |
| 12-0-0 | Pedro Sandoval         | Ciudad de México, MX              | TKO 9  |
| 11-0-0 | Fidel Trejo            | Ciudad de México, MX              | KO 6   |
| 10-0-0 | José Chávez            | Ciudad de México, MX              | TKO 7  |
| 9-0-0  | Serafín Isidro Pacheco | Ciudad de México, MX              | TKO 4  |
| 8-0-0  | Javier Solís           | Ciudad de México, MX              | TKO 7  |
| 7-0-0  | Juan Granados          | Ciudad de México, MX              | TKO 3  |
| 6-0-0  | Fidel Trejo            | Ciudad de México, MX              | UD 8   |
| 5-0-0  | Cándido Sandoval       | Ciudad de México, MX              | TKO 7  |
| 4-0-0  | César López            | Misantla, Veracruz, México        | KO 4   |
| 3-0-0  | Víctor Martínez        | Misantla, Veracruz, México        | KO 2   |
| 2-0-0  | Miguel Ortiz           | Misantla, Veracruz, México        | KO 3   |
| 1-0-0  | Al Gardeno             | Misantla, Veracruz, México        | KO 3   |